# Mécanique rationnelle
La mécanique rationnelle est une discipline mathématique visant à ériger les théories mécaniques dérivées de la mécanique de Newton (celle-ci incluse) : 
- la mécanique analytique et la mécanique céleste,
- la mécanique du solide,
- la mécanique des milieux continus, comprenant notamment la théorie de l'élasticité et la mécanique des fluides,
- la relativité restreinte,

en un corpus régi par des définitions et des axiomes, de sorte qu'elles deviennent des sciences hypothético-déductives, susceptibles de jugements a priori.
Le terme a été forgé par Auguste Comte dans son Cours de philosophie positive (1830-1842).

## Ses méthodes
En particulier, le temps, la masse et la force sont traitées comme des grandeurs mathématiques — scalaires pour les deux premières, vectorielle pour la dernière — répondant à des principes axiomatiques tels le principe d'inertie — qui, étant arbitraire, peut être modifié[réf. souhaitée] — ou la loi de la gravitation — dont le caractère empirique était délibérément ignoré[Par qui ?].

## Ses présupposés didactiques
Le positivisme d'Auguste Comte pesa lourd en France sur le contenu de l'enseignement scientifique, la mécanique étant par exemple du ressort des professeurs de mathématiques des facultés des sciences, et non des physiciens. La mécanique rationnelle s'est substituée très longtemps dans l'enseignement des classes préparatoires à la mécanique. Elle présentait plusieurs avantages : peu onéreuse, elle ne nécessitait qu'un papier et un crayon, au lieu de coûteuses expériences et démonstrations en laboratoire ; elle permettait de renforcer le cours de mathématiques, sous couleur de physique ; elle véhiculait tacitement l'idée : 1°) qu'il y a des vérités définitives en science ; 2°) que la forme aboutie de la connaissance scientifique est mathématique ; 3°) que tous les phénomènes de la nature sont réductibles à un principe de conservation (ou d'invariance) très général.

## Ses ambitions
L'une des ambitions de la mécanique rationnelle fut, jusqu'au début du XXe siècle, de réduire la notion de force à une grandeur quasi-géométrique en l'assimilant à une grandeur duale du déplacement par l'intermédiaire d'une forme linéaire, l'énergie mécanique. Certains chercheurs (Saint-Venant en particulier) faisaient valoir que la force ne servait que d'intermédiaire, pour ainsi dire algébrique, dans la résolution des questions mécaniques, mais que ni l'énoncé d'une telle question, ni sa solution (exprimée comme une trajectoire, une nouvelle position d'équilibre, etc.) ne la faisait paraître explicitement : on pouvait donc rêver d'une mécanique se passant complètement de la notion de force.

## Ses limites
Le prix à payer était une simplification brutale et naïve du comportement de la matière : fil inextensible, solide rigide, fluide parfait et incompressible. Mais malgré différentes tentatives (Hamilton, Barré de Saint-Venant, Reech, Kirchhoff, Mach, Hertz), l'édifice axiomatique ne parvint ni à rendre compte du principe de causalité, ni à justifier l'existence de repères privilégiés (inertiels), ni a contrario à exhiber un invariant énergétique indépendant du repère d'observation. En outre, la mécanique rationnelle s'est en bonne partie figée sur la physique des années 1850, c'est-à-dire juste avant l'émergence de la physique statistique, de l'électromagnétisme classique, et de la théorie classique du rayonnement, et peina à intégrer les méthodes et résultats (phénomènes d'irréversibilité et de turbulence notamment) de ces trois disciplines.